# Kaiwara (rivière)
La rivière Kaiwara  (en anglais : Kaiwara River) est un cours d’eau du nord de l’île du Sud de la Nouvelle-Zélande.

## Géographie
La rivière est un affluent de la rivière Hurunui, son exutoire étant  situé à 17 km au sud-ouest de la ville de Cheviot. La rivière s’écoule initialement vers l’est, avant de tourner au sud-ouest, sinuant à travers une vallée dans la chaîne de  « Lowry Peaks Range », qui siège entre les villes de Cheviot et Culverden.